# Johann Ludwig Alexander von Laudon

Johann Ludwig Alexander von Laudon

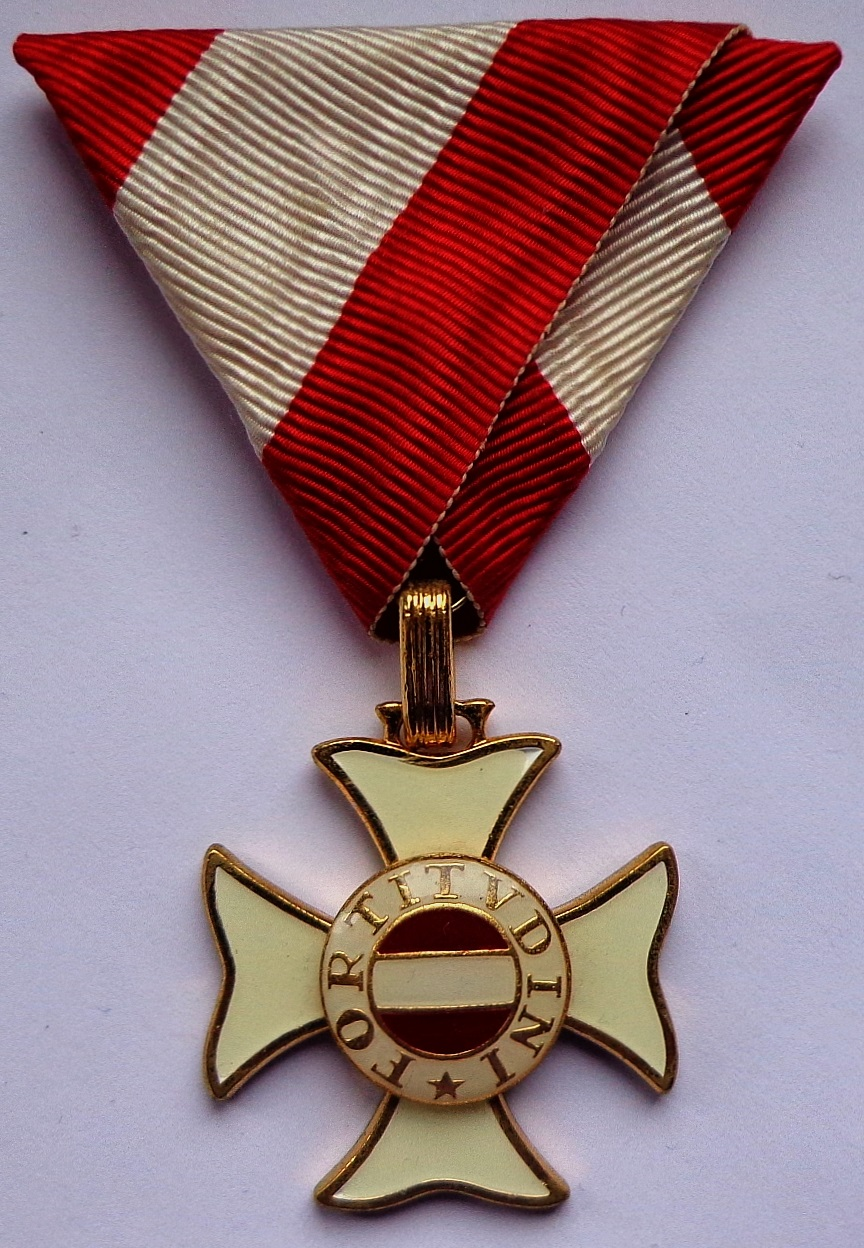
Ritterkreuz des Militär-Maria-Theresien-Ordens

Freiherr Johann Ludwig Alexius von Laudon (* 1767 in Riga; † 22. November 1822 in Wien) war ein österreichischer Feldmarschallleutnant.

## Leben
Laudon stammte aus der deutsch-baltischen Adelsfamilie der Freiherren von Loudon und stand ursprünglich in russischen Militärdiensten, wo er den Rang eines Hauptmannes erreichte. Bei Beginn des bayrischen Erbfolgekrieges wurde er in das Regiment seines Onkels Ernst Gideon von Laudon aufgenommen. Er begleitet 1787 seinen Onkel als Oberstleutnant und Generaladjutant in den russisch-österreichischen Türkenkrieg.
Nach Ableben seines Onkels im Jahr 1790 befehligte er das 29. Infanterieregiment, an dessen Spitze er in den Ersten Koalitionskrieg zog. Erfolge erzielte er dabei 1793 bei der Schlacht von Weißenburg im Elsass.
1796 wurde er zum Generalmajor befördert und mit dem Kommando einer Brigade in Tirol betraut. Er hatte beim Entsatz der Festung von Mantua die Aufgabe, die Landesgrenze gegen Graubünden und das Veltlin zu sichern. Er musste vor dem Ansturm der Franzosen unter Barthélemy-Catherine Joubert bis hinter Meran zurückweichen. Jedoch gelang es ihm, verstärkt durch Tiroler Schützen, in der Schlacht bei Jenesien, den Feind zurückzudrängen, der sich nach der Schlacht am Valser Joch bei Spinges am 2. April 1797 nach Osttirol und Kärnten zurückzog.
Für seine Verdienste um die Wiedergewinnung Südtirols wurde er mit dem Ritterkreuz des Militär-Maria-Theresien-Ordens ausgezeichnet. Weiter zeichnete er sich in der Schlacht bei Novi am 15. August 1799 und in der Schlacht bei Turbigo am 31. Mai 1800 aus. Er wurde Feldmarschallleutnant und erhielt eine Division in Galizien.
Während des Dritten Koalitionskrieges zeichnete er sich in der Schlacht von Elchingen am 14. Oktober 1805 aus, wurde jedoch nach der Schlacht von Ulm mit Karl Mack von Leiberich und 5 weiteren Feldmarschallleutnants von den Franzosen gefangen genommen. 1809 fand er bei der Reservearmee in Mähren Verwendung. Nach dem Frieden von Schönbrunn verließ er den Aktiven Dienst.
Er starb am 22. November 1822 auf Schloss Laudon in Hadersdorf bei Wien.

## Ehrungen
- Ritterkreuz des Militär-Maria-Theresien-Ordens